# Hemilepistus schirasi
Hemilepistus schirasi is een pissebed uit de familie Trachelipodidae. De wetenschappelijke naam van de soort is voor het eerst geldig gepubliceerd in 1970 door Lincoln.